# Josu Zabaleta
Josu Zabaleta Kortaberria (Legazpia, 1 de julio de 1948) es un académico, filólogo, lingüista y traductor español, que domina el español, euskera, francés e italiano y que, entre otros galardones, tiene el Premio Nacional a la Obra de un Traductor.

## Biografía
Licenciado en Filosofía por la Universidad Pontificia de Santo Tomás de Aquino de Roma, ha desarolllado su labor profesional en torno a la traducción al euskera fundamentalmente. Además, ha sido investigador en proyectos de traducción asistida con ordenador. Ha sido director también de la revista de traducción Senez de teoría y práctica de la traducción, del diccionario enciclopédico Lur Hiztegi Entziklopedikoa, publicado en 1991 en papel y digitalizado más tarde por el Gobierno Vasco, así como cofundador y director de publicaciones en la editorial Hordago. En el núcleo fundamental de su actividad, ha traducido al euskera obras de clásicos de la literatura europea, como del español Pío Baroja, de los franceses Guy de Maupassant, Antoine de Saint-Exupéry y Honoré de Balzac o de los italianos Luigi Pirandello y Petrarca, entre otros muchos.
Miembro de la Real Academia de la Lengua Vasca, cofundador de la Asociación Profesional de Traductores, Correctores e Intérpretes de Lengua Vasca, ha sido en dos ocasiones Premio Euskadi de Literatura en la modalidad de Traducción Literaria, —en 2001 por Fantasiazko ipuinak, Cuentos fantásticos de Maupassant y en 2007 por Gaueko gezurrak, Le menzogne della notte, de Gesualdo Bufalino— y Premio Nacional a la Obra de un Traductor en 2013.